# Asediul Antepului
Asediul Antepului / Aintabului or siege of Antep (Turkish: Antep Savunması = Defence of Antep) a fost un angajament militar dintre forțele naționaliste turce (Kuva-yi Milliye) si cele ale Franței, care au ocupat după 10 luni de luptă orașul Antep / Aintab (Gaziantep).

## Contextul general

### Ocupația britanică
După semnarea Armistițiului de la Mudros de pe 30 octombrie 1918, o parte a trupelor britanice staționate în Irak la Mosul s-au deplasat spre Kilis. Orașul a fost ocupat pe 6 decembrie de o divizie de cavalerie britanici și un batalion de infanterie indiană. Ocuparea Kilisului de către britanici a permis armenilor exilați să se reîntoarcă la casele lor, în condițiile în care populația locală musulmană privea cu ostilitate revenirea lor în localitate. Nu toți armenii s-au reîntors însă în oraș – unii pieriseră în timpul genocidului orchestrat de autoritățile otomane, alții au preferat alte localități de refugiu.
Soldații britanici au ajuns la intrările în  Antep pe 17 decembrie 1918. Britanicii au declarat că doresc să intre în oraș pentru a face rost de furaje pentru cai. Pe 23 ianuarie 1919 însă, trupele britanice au ocupat punctele strategice din oraș, începând cu sediul guvernatorului regional. Britanicii au instituit starea de asediu, iar locuitorii orașului au trimis autorităților aliate o scrisoare de protest.
În cadrul unui miting de protest față de ocuparea orașului, primarul Belediye Bașkanı Lütfi Bey a declarat în uralele mulțimii de susținători că locuitorii Antepului se opun în mod hotărât ocupație. Chiar în acele momente a fost creată în oraș sub conducerea lui Bülbülzade Hacı Abdullah „Cemiyet-i İslamiye” (Societatea Islamică) menită să apere interesele musulmanilor. 

### Ocupația franceză
Ocupația britanică a durat aproximativ un an. Guvernul britanic s-a aflat în această perioadă de timp sub o puternică presiune din partea opiniei publice pentru retragerea și demobilizarea trupelor sale din Orientul Mijlociu și, pe 15 septembrie 1919, premierul David Lloyd George a acceptat fără entuziasm propunerea omologului său francez Georges Clemenceau ca Franța să își asume controlul asupra mai multor teritorii – în primul rând Siria dar și Cilicia cu orașele Maraș, Antep și  Urfa, urmând ca britanicii să se retragă la Mosul. Pe 29 octombrie, trupele franceze au intrat în Kilis, iar pe 5 noiembrie în Antep. Noii ocupanți au impus arborat drapelului francez pe toate clădirile oficiale, înlocuindu-le pe cele turcești.
În condițiile în care între ocupanții francezi pe de-o parte și populația musulmană locală au avut loc conflicte, unele dintre ele soldate cu victime din rândurile locuitorilor orașului, poziția musulmanilor s-a radicalizat treptat, trecând de la proteste oficiale la demonstrații publice și pregătirea activă pentru lupta împotriva ocupanților. Această tendință a fost o reflectare a schimbării de atitudine a revoluționarilor turci care, la Congresul de la Sivas din 4-11 septembrie aveau să adopte programul politic a ceea ce a fost Războiul de Independență al Turciei.

## Asediul orașului și retrocedarea acestuia
Pe 1 aprilie 1920, forțele naționale turce au organizat o rebeliune împotriva trupelor franceze care au fost alungate din oraș și care în schimb au asediat orașul. Francezii au adus întăriri din Siria și au izolat practic Antepul, interzicând aprovizionarea acestuia cu arme, muniție, medicamente sau hrană. Locuitorii orașului asediat au suferit puternic datorită lipsurilor și în principal datorită crizei de alimente și, după 10 luni de asediu, au fost nevoiți să se predea.
Odată cu trecerea timpului, forțele naționale turce au înregistrat succese tot mai mari, reușind să  preia inițiativa strategică în luptele cu forțele elene după bătălia de Sakarya. Conflictul franco-turc din Cilicia a evoluat în acest timp în favoarea naționaliștilor turci și a dus în final la semnarea acordului de pace de la Ankara din 1921 dintre guvernul de la Paris și Marea Adunare Națională a Turciei. După semnarea acestui acord, trupele franceze s-au retras din Antep și orașul a trecut sub controlul guvernului de la Ankara.